# Беллуччи, Томас
Томас Кокширали Беллуччи (порт. Thomaz Cocchiarali Bellucci; родился 30 декабря 1987 года в Тиете, Бразилия) — бразильский профессиональный теннисист; полуфиналист одного турнира Большого шлема в миксте (Открытый чемпионат Франции-2011); победитель пяти турниров ATP (четыре — в одиночном разряде).

## Общая информация
Томас — младший из двух детей Ильдебрандо и Марии Регины Беллуччи; его сестру зовут Беатрис.
Среди своих сильных сторон как теннисиста бразилец выделяет подачу и удар с форхенда.

## Спортивная карьера
Начало карьеры
Первый титул на турнирах серии «фьючерс» Беллуччи выиграл в 2004 году в парном разряде. Следующий «фьючерс» также в парах он выиграл в августе 2006 года. На май 2007 года пришёлся первый выигрыш «фьючерса» в одиночном разряде. В сентябре того года Томас дебютировал за сборную Бразилии в отборочном раунде розыгрыша Кубка Дэвиса. В октябре он победил на первом своём «челленджере» в парном разряде.
В феврале 2008 года, получив Уайлд-кард на турнир в Коста-ду-Сауипе, Беллуччи дебютировал в основных соревнованиях ATP-тура. В первом матче на столь высоком уровне он проиграл Николасу Лапентти. Через неделю он пробился через квалификацию на турнир в Буэнос-Айресе, где вышел во второй раунд. В марте бразилец выиграл «челленджер» в Сантьяго. В апреле и мае он берёт титулы ещё на трёх «челленджерах»: в Флорианополисе, Тунисе и Рабате. Эти результаты позволили Томасу впервые подняться в первую сотню мирового рейтинга. В конце мая, пройдя три раунда квалификации, Беллуччи попал на свой первый турнир из серии Большого шлема — Открытый чемпионат Франции. Уже в первом раунде ему в соперники достался чемпион трёх последних розыгрышей на Ролан Гаррос Рафаэль Надаль, который обыграл бразильца в трёх сетах и в дальнейшем вновь выиграл титул. В июне на дебютном для себя Уимблдонском турнире Томас вышел во втором раунде, где в затяжном пятисетовом поединке уступил Симону Штадлеру. В августе он выступил на первой в карьере Олимпиаде, которая проводилась в Пекине. На старте Олимпийского турнира Беллуччи проиграл словаку Доминику Хрбаты. На дебютном Открытом чемпионате США бразилец выбыл на стадии второго раунда.
В январе 2009 года Беллуччи дебютировал в основной сетке и на Открытом чемпионате Австралии, но проиграл уже на старте. В феврале, выступая у себя на родине, на турнире в Коста-ду-Сауипе он смог впервые выйти в финал. В решающем матче за главный приз Томас проиграл испанцу Томми Робредо — 3-6, 6-3, 4-6. В июле бразилец, потерявший весной место в Топ-100, побеждает на «челленджере» в Римини. В первых числах августа Беллуччи завоевал первый в карьере титул АТП. Произошло это на грунтовом турнире в Гштаде, где Томас выиграл семь матчей подряд, включая квалификацию с которой он начинал турнир. В решающем матче он выиграл у немца Андреаса Бека со счётом 6-4, 7-6(2). В осенней части сезона Беллуччи вышел в полуфинал турнира в Стокгольме и выиграл «челленджер» в Сан-Паулу.
2010-12

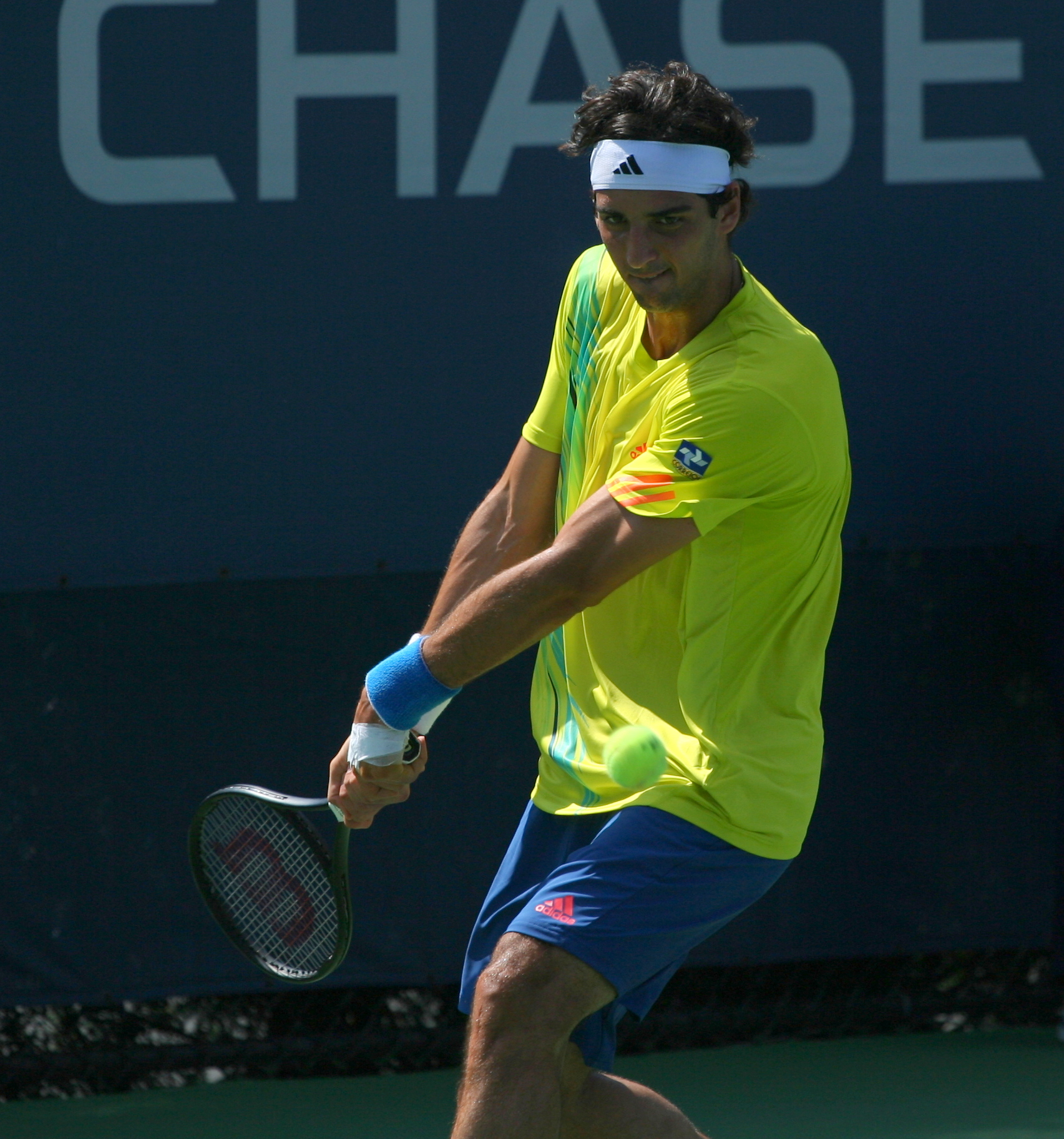
Беллуччи на Открытом чемпионате США 2012 года

На старте сезона 2010 года Беллуччи смог выйти в четвертьфинал на турнире в Брисбене. В феврале ему удалось выиграть ещё один титул АТП на турнире в Сантьяго, где в полуфинале он обыграл № 11 в мире на тот момент Фернандо Гонсалеса, а в финале со счётом 6-2, 0-6, 6-4 аргентинца Хуана Монако. На домашнем турнире в Коста-ду-Сауипе результатом Томаса стал четвертьфинал. Следующий раз до этой же стадии он дошёл в апреле на турнире в Барселоне. На Открытом чемпионате Франции он впервые в карьере прошёл в стадию четвёртого раунда, где уступил Рафаэлю Надалю. Также в этом сезоне он добился лучшего для себя результата на Уимблдонском турнире, оформив выход в стадию третьего раунда. В июле на грунтовом турнире в Гамбурге Беллуччи выходит в 1/4 финала и достигает наивысшего для себя места в одиночном рейтинге за карьеру — 21-е место.
В следующий раз до четвертьфинала АТП он добрался в январе 2011 года на турнире в Окленде. В феврале он дважды выходил в четвертьфинал на турнирах в Сантьяго и Коста-ду-Сауипе и один раз прошёл в полуфинал на турнире в Акапулько. В апреле бразилец сыграл в четвертьфинале в Оэйраше. В начале мая Беллуччи успешно сыграл на серии Мастерс в Мадриде. По ходу соревнований он смог обыграть двух теннисистов из Топ-10: Энди Маррея и Томаша Бердыха и вышел в полуфинал, где проиграл итоговому чемпиону турнира Новаку Джоковичу. Следующего четвертьфинала Беллуччи достиг в июле на турнире в Лос-Анджелесе.
В феврале 2012 года Беллуччи сыграл в полуфинале в Коста-ду-Сауипе. В марте на мастерсе в Индиан-Уэллсе он прошёл в стадию четвёртого раунда. В апреле ещё на одном мастерсе в Монте-Карло Томасу удалось обыграть шестую ракетку мира Давида Феррера. За неделю до Ролан Гаррос бразилец сыграл в 1/4 финала турнира в Ницце, начав его с квалификационного отбора. В июле он победил на «челленджере» в Брауншвейге. Затем уже на турнире АТП в Штутгарте Беллуччи вышел в полуфинал, где проиграл № 8 в мире на тот момент Янко Типсаревичу. Через неделю Томас смог взять реванш за это поражение, встретившись в финале турнира в Гштаде. Беллуччи смог выиграть со счётом 6-7(6), 6-4, 6-2 и завоевал свой третий в карьере трофей АТП, два из которых пришлись на турнир в Гштаде. В августе он неудачно выступил на Олимпиаде, которая проводилась в Лондоне, проиграв в первом раунде в одиночных и парных соревнованиях. В октябре 2012 года Томас впервые вышел в финал турнира АТП на хардовом покрытии. Произошло это на турнире в Москве, где в титульном матче он уступил итальянцу Андреасу Сеппи — 6-3, 6-7(3), 3-6.
2013-17

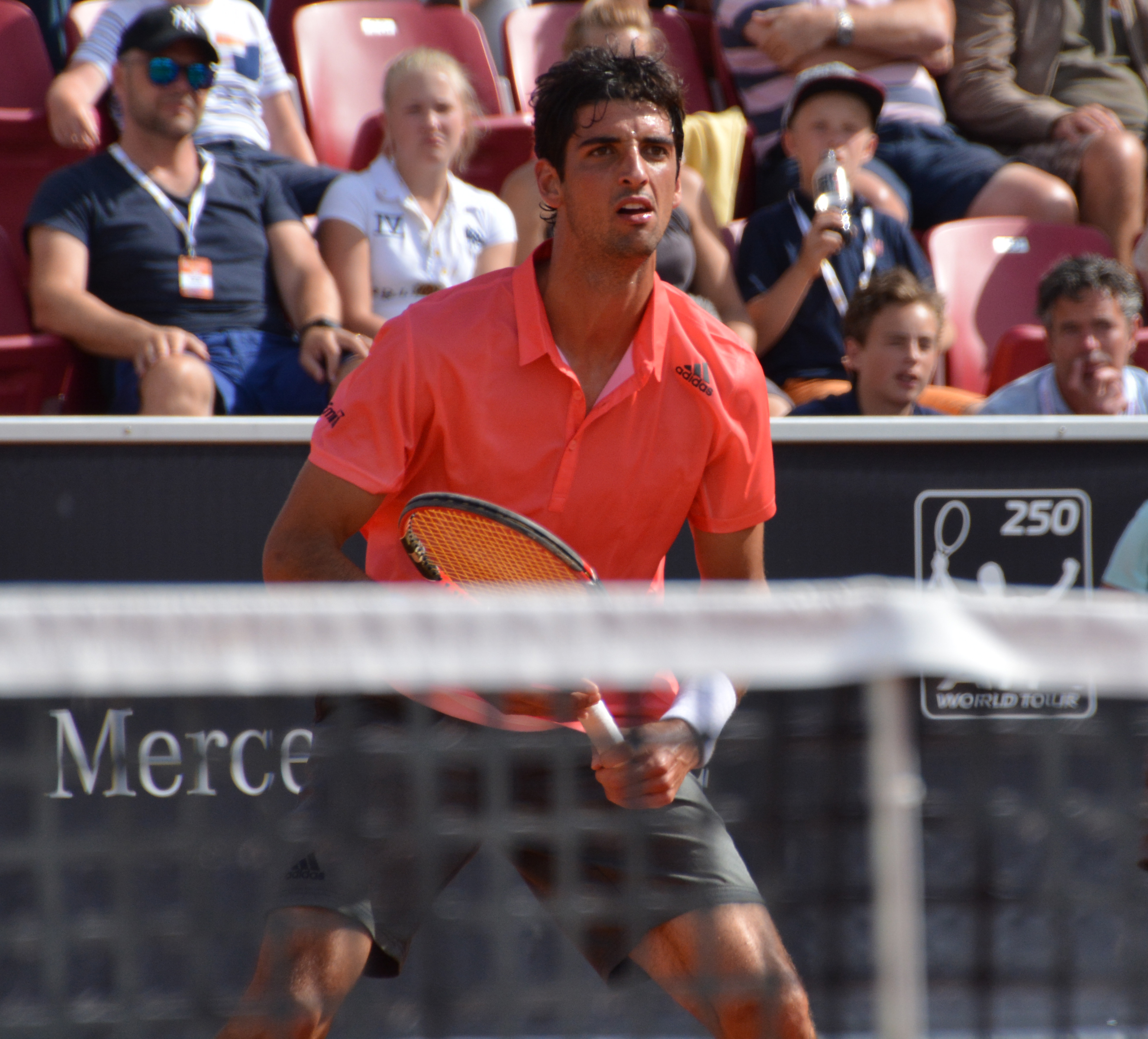
Беллуччи на турнире в Бостаде 2015 года

В январе 2013 года Беллуччи смог выйти в четвертьфинал в парном разряде на Австралийском чемпионате, выступив в альянсе с Бенуа Пером. В апреле он первый раз в сезоне вышел в четвертьфинал одиночных соревнований на турнире в Барселоне. На этом турнире Томас полуячил травму и пропустил Ролан Гаррос и Уимблдон. На корт он вышел в июле на турнире в Штутгарте, где выиграл свой первый парный титул АТП в команде с аргентинцем Факундо Багнисом. В ноябре бразилец выиграл турнир серии «челленджер» в Монтевидео.
В феврале 2014 года Беллуччи у себя на родине вышел в 1/4 финала на турнире в Рио-де-Жанейро и 1/2 финала на турнире в Сан-Паулу. Следующий до четвертьфинала он добирается в начале на мая на турнире в Мюнхене. В июле Томас на этой же стадии сыграл на турнире в Гштаде, а в октябре в Вене и Валенсии.
В феврале 2015 года Беллуччи сыграл в полуфинале на турнире в Кито. В конце апреле он вышел в четвертьфинал нового турнира в Стамбуле. В мае за неделю до Открытого чемпионата Франции бразильский теннисист смог выиграть титул на ещё одном новом в календаре АТП турнире в Женеве. В финале Беллуччи переиграл португальца Жуана Соуза со счётом 7-6(4), 6-4 и выиграл впервые за три года одиночный титул АТП. Летом лучшими результатами для Беллуччи стали выходы в июле в четвертьфинал в Бостаде и полуфинал в Гштаде, а также выход в четвертьфинала в августе на турнире в Уинстон-Сейлеме. На Открытом чемпионате США Томас впервые за четыре года вышел в стадию третьего раунда на турнирах серии Большого шлема. Пройти дальше ему не позволил № 3 в мире на тот момент Энди Маррей.
В феврале 2016 года на турнире в Кито Беллуччи смог выйти в два титульных матча. В одиночном разряде он уступил Виктору Эстрелье (6-4, 6-7(5), 2-6), который победил здесь второй год подряд. В парном разряде, где Томас выступил в дуэте с соотечественником Марсело Демолинером, он также не смог выиграть трофей в решающей встрече. На последующих турнирах Беллуччи не радуют болельщиков хорошими результатами и в июле играет на турнире из младшей серии «челленджер» в Брауншвейге и выигрывает его. В августе у себя на родине сыграл на Олимпийских играх, которые прошли в Рио-де-Жанейро. В одиночном разряде Томас смог дойти до четвертьфинала, где проиграл испанцу Рафаэлю Надалю. В парном Олимпийском турнире совместно с Андре Са он проиграл на стадии второго раунда. В октябре того же года на турнире в Шэньчжэне Беллуччи выходит в полуфинал, а затем на турнире в Москве в четвертьфинал.
В феврале 2017 года Томас попал в полуфинал турнира в Кито. Уже третий год подряд с этого турнира его выбил Виктор Эстрелья, дважды на стадии полуфинала (2015, 2017) и один раз в финале (2016). В апреле он смог выйти в финал на грунтовом турнире в Хьюстоне. В борьбе за чемпионский кубок Беллуччи проиграл представителю США Стиву Джонсону со счётом 4-6, 6-4, 6-7(5).

## Рейтинг на конец года
| Год  | Одиночный рейтинг | Парный рейтинг |
| 2020 | 281               | 476            |
| 2019 | 319               | 153            |
| 2018 | 225               | 451            |
| 2017 | 113               | 405            |
| 2016 | 61                | 102            |
| 2015 | 37                | 151            |
| 2014 | 65                | 465            |
| 2013 | 125               | 80             |
| 2012 | 33                | 211            |
| 2011 | 37                | 207            |
| 2010 | 31                | 178            |
| 2009 | 36                | 484            |
| 2008 | 85                | 152            |
| 2007 | 202               | 300            |
| 2006 | 583               | 754            |
| 2005 | 878               | 1052           |
| 2004 | 1349              | 941            |

По данным официального сайта ATP на последнюю неделю года.

## Выступления на турнирах

### Финалы турнировATPв одиночном разряде (8)

#### Победы (4)
| Легенда                    |
| -------------------------- |
| Турниры Большого шлема (0) |
| Финал АТР-тура (0)         |
| ATP Мастерс 1000 (0)       |
| АТР 500 (0)                |
| АТР 250 (4+1*)             |

| Титулы по покрытиям | Титулы по месту проведения матчей турнира |
| ------------------- | ----------------------------------------- |
| Хард (0)            | Зал (0)                                   |
| Грунт (4+1*)        | Зал (0)                                   |
| Трава (0)           | Открытый воздух (4+1)                     |
| Ковёр (0)           | Открытый воздух (4+1)                     |

* количество побед в одиночном разряде + количество побед в парном разряде.
| №  | Дата           | Турнир               | Покрытие | Соперник в финале | Счёт           |
| 1. | 2 августа 2009 | Гштад, Швейцария     | Грунт    | Андреас Бек       | 6-4 7-6(2)     |
| 2. | 7 февраля 2010 | Сантьяго, Чили       | Грунт    | Хуан Монако       | 6-2 0-6 6-4    |
| 3. | 22 июля 2012   | Гштад, Швейцария (2) | Грунт    | Янко Типсаревич   | 6-7(6) 6-4 6-2 |
| 4. | 21 мая 2015    | Женева, Швейцария    | Грунт    | Жуан Соуза        | 7-6(4) 6-4     |

#### Поражения (4)
| №  | Дата            | Турнир                    | Покрытие | Соперник в финале      | Счёт           |
| 1. | 14 февраля 2009 | Коста-ду-Сауипе, Бразилия | Грунт    | Томми Робредо          | 3-6 6-3 4-6    |
| 2. | 21 октября 2012 | Москва, Россия            | Хард(i)  | Андреас Сеппи          | 6-3 6-7(4) 3-6 |
| 3. | 7 февраля 2016  | Кито, Эквадор             | Грунт    | Виктор Эстрелья Бургос | 6-4 6-7(5) 2-6 |
| 4. | 16 апреля 2017  | Хьюстон, США              | Грунт    | Стив Джонсон           | 4-6 6-4 6-7(5) |

### Финалы челленджеров и фьючерсов в одиночном разряде (18)

#### Победы (10)
| Условные обозначения |
| Челленджеры (9+4*)   |
| Фьючерсы (1+2)       |

| Титулы по покрытиям | Титулы по месту проведения матчей турнира |
| ------------------- | ----------------------------------------- |
| Хард (0+1*)         | Зал (0+1)                                 |
| Грунт (10+5)        | Зал (0+1)                                 |
| Трава (0)           | Открытый воздух (10+5)                    |
| Ковёр (0)           | Открытый воздух (10+5)                    |

* количество побед в одиночном разряде + количество побед в парном разряде.
| №   | Дата           | Турнир                  | Покрытие | Соперник в финале        | Счёт        |
| 1.  | 27 мая 2007    | Шапеко, Бразилия        | Грунт    | Леонардо Кирше           | 6-4 7-5     |
| 2.  | 2 марта 2008   | Сантьяго, Чили          | Грунт    | Эдуардо Шванк            | 6-4 7-6(3)  |
| 3.  | 20 апреля 2008 | Флорианополис, Бразилия | Грунт    | Франко Феррейро          | 4-6 6-4 6-2 |
| 4.  | 4 мая 2008     | Тунис, Тунис            | Грунт    | Душан Вемич              | 6-2 6-4     |
| 5.  | 10 мая 2008    | Рабат, Марокко          | Грунт    | Мартин Вассальо Аргуэльо | 6-2 6-2     |
| 6.  | 19 июля 2009   | Римини, Италия          | Грунт    | Хуан-Пабло Бжежицки      | 3-6 6-3 6-1 |
| 7.  | 1 ноября 2009  | Сан-Паулу, Бразилия     | Грунт    | Николас Лапентти         | 6-4 6-4     |
| 8.  | 7 июля 2012    | Брауншвейг, Германия    | Грунт    | Тобиас Камке             | 7-6(4) 6-3  |
| 9.  | 3 ноября 2013  | Монтевидео, Уругвай     | Грунт    | Диего Шварцман           | 6-4 6-4     |
| 10. | 10 июля 2016   | Брауншвейг, Германия    | Грунт    | Иньиго Сервантес Уэгун   | 6-1 1-6 6-3 |

#### Поражения (8)
| №  | Дата             | Турнир              | Покрытие | Соперник в финале | Счёт            |
| 1. | 10 сентября 2006 | Форталеза, Бразилия | Грунт    | Рикардо Осевар    | 1-6 4-6         |
| 2. | 12 ноября 2006   | Сан-Паулу, Бразилия | Грунт    | Хуан-Пабло Виллар | 2-6 4-6         |
| 3. | 15 июля 2007     | Богота, Колумбия    | Грунт    | Карлос Саламанка  | 6-4 3-6 2-6     |
| 4. | 22 июля 2007     | Куэнка, Эквадор     | Грунт    | Леонардо Майер    | 3-6 2-6         |
| 5. | 30 октября 2010  | Сан-Паулу, Бразилия | Грунт    | Маркос Даниэль    | 1-6 6-3 3-6     |
| 6. | 10 ноября 2013   | Богота, Колумбия    | Грунт    | Виктор Эстрелья   | 2-6 0-3 — отказ |
| 7. | 28 сентября 2014 | Орлеан, Франция     | Хард(i)  | Сергей Стаховский | 2-6 5-7         |
| 8. | 31 июля 2016     | Бьелла, Италия      | Грунт    | Федерико Гайо     | 6-7(5) 2-6      |

### Финалы турнировATPв парном разряде (3)

#### Победы (1)
| №  | Дата         | Турнир             | Покрытие | Партнёр        | Соперники в финале              | Счёт             |
| 1. | 14 июля 2013 | Штутгарт, Германия | Грунт    | Факундо Багнис | Томаш Беднарек Матеуш Ковальчик | 2-6, 6-4, [11-9] |

#### Поражения (2)
| №  | Дата            | Турнир                   | Покрытие | Партнёр                | Соперники в финале                  | Счёт              |
| 1. | 7 февраля 2016  | Кито, Эквадор            | Грунт    | Марсело Демолинер      | Гильермо Дуран Пабло Карреньо Буста | 5-7 4-6           |
| 2. | 23 февраля 2019 | Рио-де-Жанейро, Бразилия | Грунт    | Рожериу Дутра да Силва | Максимо Гонсалес Николас Ярри       | 7-6(3) 3-6 [7-10] |

### Финалы челленджеров и фьючерсов в парном разряде (14)

#### Победы (6)
| №  | Дата             | Турнир                  | Покрытие | Партнёр               | Соперники в финале                  | Счёт           |
| 1. | 14 ноября 2004   | Сантус, Бразилия        | Грунт    | Тьяго Алвес           | Пабло Куэвас Агустин Тарантино      | 6-3 3-6 6-4    |
| 2. | 27 августа 2006  | Флорианополис, Бразилия | Грунт    | Даниэл Дутра да Силва | Карлос Сирне-Лима Ренато Сильвейра  | 6-4 6-1        |
| 3. | 21 октября 2007  | Богота, Колумбия        | Грунт    | Бруно Соарес          | Марсель Гранольерс Сантьяго Вентура | 6-4 4-6 [11-9] |
| 4. | 4 мая 2008       | Тунис, Тунис            | Грунт    | Бруно Соарес          | Жан-Клод Шеррер Николя Турт         | 6-3 6-4        |
| 5. | 28 сентября 2014 | Орлеан, Франция         | Хард(i)  | Андре Са              | Джеймс Серретани Андреас Сильестрём | 5-7 6-4 [10-8] |
| 6. | 7 апреля 2019    | Аликанте, Испания       | Грунт    | Гильермо Дуран        | Херард Гранольерс Педро Мартинес    | 2-6 7-5 [10-5] |

#### Поражения (8)
| №  | Дата            | Турнир                  | Покрытие | Партнёр                | Соперники в финале                     | Счёт        |
| 1. | 21 ноября 2004  | Бразилиа, Бразилия      | Грунт    | Тьяго Алвес            | Марсело Мело Антонио Прието            | 3-6 6-3 3-6 |
| 2. | 6 ноября 2005   | Сантьяго, Чили          | Грунт    | Филип Урбан            | Эмилиано Редонди Патрисио Руди         | 6-7(1) 3-6  |
| 3. | 28 мая 2006     | Флорианополис, Бразилия | Грунт    | Рожерио Дутра да Силва | Франко Феррейро Мартин Виларруби       | 4-6 4-6     |
| 4. | 18 июня 2006    | Сорокаба, Бразилия      | Грунт    | Карлос Авельян         | Франко Феррейро Рожерио Дутра да Силва | 6-7(3) 4-6  |
| 5. | 26 мая 2007     | Шапеко, Бразилия        | Грунт    | Кайо Буржайли          | Андре Мьеле Жуан Соуза                 | 6-2 2-6 2-6 |
| 6. | 9 марта 2008    | Богота, Колумбия        | Грунт    | Бруно Соарес           | Бриан Дабул Рамон Дельгадо             | 6-7(5) 4-6  |
| 7. | 20 апреля 2008  | Флорианополис, Бразилия | Грунт    | Бруно Соарес           | Адриан Гарсия Леонардо Майер           | 2-6 0-6     |
| 8. | 26 октября 2008 | Буэнос-Айрес, Аргентина | Грунт    | Рубен Рамирес-Идальго  | Максимо Гонсалес Себастьян Прието      | 5-7 3-6     |

## История выступлений на турнирах
По состоянию на 1 марта 2021 года
Для того, чтобы предотвратить неразбериху и удваивание счета, информация в этой таблице корректируется только по окончании турнира или по окончании участия там данного игрока.
| Турнир                       | 2007  | 2008  | 2009          | 2010          | 2011          | 2012  | 2013          | 2014          | 2015          | 2016  | 2017          | 2018          | 2019          | Итог   | В/П за карьеру |
| ---------------------------- | ----- | ----- | ------------- | ------------- | ------------- | ----- | ------------- | ------------- | ------------- | ----- | ------------- | ------------- | ------------- | ------ | -------------- |
| Турниры Большого Шлема       |       |       |               |               |               |       |               |               |               |       |               |               |               |        |                |
| Открытый чемпионат Австралии | -     | -     | 1Р            | 2Р            | 2Р            | 2Р    | 1Р            | 2Р            | 1Р            | 2Р    | 1Р            | -             | К             | 0 / 9  | 5-9            |
| Открытый чемпионат Франции   | -     | 1Р    | 1Р            | 4Р            | 3Р            | 1Р    | -             | 2Р            | 2Р            | 1Р    | 2Р            | 1Р            | -             | 0 / 10 | 8-10           |
| Уимблдонский турнир          | -     | 2Р    | -             | 3Р            | 1Р            | 1Р    | -             | К             | 1Р            | 2Р    | 1Р            | -             | -             | 0 / 7  | 4-7            |
| Открытый чемпионат США       | К     | 2Р    | 2Р            | 2Р            | 1Р            | 1Р    | 1Р            | 2Р            | 3Р            | 1Р    | 1Р            | -             |               | 0 / 10 | 6-10           |
| Итог                         | 0 / 0 | 0 / 3 | 0 / 3         | 0 / 4         | 0 / 4         | 0 / 4 | 0 / 2         | 0 / 3         | 0 / 4         | 0 / 4 | 0 / 4         | 0 / 1         | 0 / 0         | 0 / 36 |                |
| В/П в сезоне                 | 0-0   | 2-3   | 1-3           | 7-4           | 3-4           | 1-4   | 0-2           | 3-3           | 3-4           | 2-4   | 1-4           | 0-1           | 0-0           |        | 23-36          |
| Олимпийские игры             |       |       |               |               |               |       |               |               |               |       |               |               |               |        |                |
| Летняя олимпиада             | НП    | 1Р    | Не проводился | Не проводился | Не проводился | 1Р    | Не проводился | Не проводился | Не проводился | 1/4   | Не проводился | Не проводился | Не проводился | 0 / 3  | 3-3            |

К — проигрыш в квалификационном турнире.